# Crowdin
Crowdinは、アプリ、ウェブサイト、ゲームなどの翻訳のためのローカライゼーションマネージメントプラットフォームである。商用製品のSaaSとして提供され、非商用のオープンソースプロジェクトおよび教育向けプロジェクトにおいては無料で利用することができる。

## 沿革
Crowdin社は、小規模プロジェクトのローカリゼーションのための趣味プロジェクトとして、Serhiy Dmytryshynによって2008年に設立された。翻訳プラットフォームは、2009年1月に正式にリリースされた。それ以来、ソフトウェアおよびゲーム開発（Minecraft）などの企業で、翻訳プラットフォームに採用された。

## 機械翻訳
Crowdinでは、機械翻訳を使用することができ、翻訳者はテキストを翻訳して校正することができる。
Crowdinは、機械翻訳を翻訳ワークフローに統合した。現在、Microsoft Translator、ヤンデックス翻訳、Google 翻訳、Amazon翻訳、ワトソン（IBM）翻訳、 DeepL翻訳をサポートしている 。

### インコンテキスト
Crowdinには、ライブ翻訳のためのインコンテキストツールがある。

### APIと統合
Crowdinは、 GitHub、GitLab、のBitbucket、Jira、 Android Studio、Google Playなどのいくつかの他社製ツールと統合されている。

## 主要な顧客
Crowdinを使用している企業として、GitLab 、小米科技、 XDA developers、ラズベリーパイ財団、アイフィックスイット、ジェットブレインズ、Reddit、Uridu、カーンアカデミー、Maxthon、 Ask.fm、Joomla!、Wrike、Kickstarter、ドイチェ・ヴェレが挙げられる。